# L'Invitée (film, 1944)
Pour les articles homonymes, voir L'Invitée.
Pour plus de détails, voir Fiche technique et Distribution.
L'Invitée (Guest in the House) est un film américain réalisé par John Brahm, John Cromwell et André de Toth sorti en 1944.

## Synopsis
Martha Proctor croit que quelque chose de maléfique est arrivé chez elle tandis que son neveu, le Dr Dan Proctor et sa fiancée, Evelyn Heath, arrivent chez elle. Evelyn, qui est invalide et fragile, lui est présentée ainsi qu'au frère aîné de Dan, Douglas, un illustrateur, ainsi qu'à la femme de Douglas, Ann, et à son modèle, Miriam. Les femmes sympathisent vite avec Evelyn, sachant la vie difficile qu'elle a du avoir, pusqu'elle a régulièrement des crises d'hystérie, liées à sa peur des oiseaux. On apprend qu'elle tient un journal secret dans lequel elle se moque de son fiancé Dan et exprime son désir pour Douglas.
Tout en intriguant pour séduire Douglas, Evelyn accuse Dan de jalousie pour le faire partir, et entreprend ensuite de débarrasser la maison de Miriam, qu'elle considère comme sa rivale. Ses ragots réussissent à remonter jusqu'à Martha et à détourner les soupçons de tous vers Miriam, qui s'en va furieuse. Douglas se dispute alors avec Ann, écartée par les machinations d'Evelyn. Elle va jusqu'à détruire le mot d'adieu qu'Ann lui a écrit. Au moment où tout le monde comprend qui est derrière tout cela, on décide d'interner Evelyn dans un asile psychiatrique, cette dernière s'enfuit en hurlant de la maison en pleine nuit avant de plonger dans un lac.

## Fiche technique
- Titre français : L'Invitée[1]
- Titre original américain : Guest in the House
- Réalisation : John Brahm, John Cromwell et André de Toth
- Scénario : Ketti Frings (en) et Katherine Albert d'après la pièce de Hagar Wilde et Dale Eunson
- Photographie : Lee Garmes
- Musique : Werner Janssen
- Producteur : Hunt Stromberg
- Société de production : Hunt Stromberg Productions
- Société de distribution : United Artists
- Pays de production : États-Unis
- Format : Noir et blanc — 35 mm — 1,37:1 — Son : Mono (Western Electric Recording)
- Genre : Film dramatique, Thriller, Film noir
- Dates de sortie : 
  - États-Unis : 8 décembre 1944
  - France : 10 août 1945 (province) ; 24 mai 1946 (Lyon)[1]

## Distribution
- Anne Baxter : Evelyn Heath
- Ralph Bellamy : Douglas Proctor
- Aline MacMahon : Martha Proctor
- Ruth Warrick : Ann Proctor
- Scott McKay : Dr Dan Proctor
- Marie McDonald : Miriam
- Jerome Cowan : M. Hackett
- Margaret Hamilton : Hilda
- Percy Kilbride : John